# Женидба и удадба
„Женидба и удадба” је југословенски ТВ филм из 1977. године. Режирао га је Дејан Мијач а сценарио је написан по делу Јована Стерије Поповића.

## Улоге
| Глумац               | Улога          |
| -------------------- | -------------- |
| Милан Богуновић      |                |
| Надежда Булатовић    | Девојчина мати |
| Данило Гаврилов      | Девојчин отац  |
| Живорад Илић         |                |
| Љиљана Марковиновиц  |                |
| Слободанка Милошевић |                |
| Здравко Панић        |                |
| Миодраг Петроње      | Проводаџија    |
| Богданка Савић       | Кумача         |
| Давид Тасић          | Младожења      |
| Зденка Видаковић     | Тетка          |
| Катица Жели          | Девојка        |